# Hannu Tihinen
Hannu Tihinen (født 1. juli 1976 i Keminmaa, Finland) er en finsk tidligere professionel fodboldspiller, der spillede som center-back. Han spillede 76 kampe for Finlands landshold. Tihinen har siden januar 2014 arbejdet som sportsdirektør i Finlands Fodboldforbund. I januar 2023 begyndte han som højtydende specialist hos FIFA.
Han har spillet for klubber i Finland, Norge, England, Belgien og Schweiz. Tihinen opnåede fem mesterskaber i tre lande i en karriere, der sluttede i 2010,  ét finsk, to belgiske og to schweiziske, en cuptitel i to lande og kaptajn for næsten alle hans klubhold.
Tihinen debuterede for det finske landshold 5. juni 1999 i en EM-kvalifikationskamp mod Spanien, mens hans sidste landskamp var en VM-kvalifikationskamp mod Wales 10. oktober 2009. Han nåede at score fem mål i sine 76 landskampe.
På klubplan startede Tihinen sin karriere i hjemlandet hos henholdsvis KePS og HJK Helsinki, inden han tilbragte ti år i udlandet hos henholdsvis Viking, West Ham United, Anderlecht og FC Zürich.
Karriere efter spillet
Efter pensionering, kom Tihinen til FC Zürich som en stedfortrædende sportsdirektør.
Den 13. april 2012 bekendtgjorde han sit kandidatur til stillingen som ny formand for Finlands Fodboldforbund, da stillingen blev stående åben, efter at Sauli Niinistö var blevet valgt til Finlands præsident. I årene 2012-2014 var Tihinen formand for den Finske Fodboldspillerforening.
Efter sin karriere har Tihinen studeret international ledelse og ledelse på UEFA-akademiet og på Aalto-universitetet i Helsinki, og siden 2014 har han været teknisk direktør for Finlands Fodboldforbund og i januar 2023 begyndte han som højtydende specialist hos FIFA.

## Titler
Finsk mesterskab
- 1997 med HJK Helsinki

Finsk pokal
- 1998 med HJK Helsinki

Norsk pokal
- 2001 med Viking

Belgisk mesterskab
- 2004 og 2006 med RSC Anderlecht

Belgiens Super Cup
- 2004 med RSC Anderlecht

Schweizisk mesterskab
- 2007 og 2009 med FC Zürich